# Treizième colonie
La Treizième Colonie représente une ethnie dans l'univers fictif de la série télévisée de science-fiction Battlestar Galactica.

## Origines
La Treizième Colonie est constituée de cylons humanoïdes ayant quitté la planète Kobol pour s'établir sur une planète qu'ils appellent Terre. Son appellation de "colonie" est incorrecte, car son exode de Kobol a lieu 2000 ans avant le départ des Douze Colonies, soit 4000 ans avant la destruction des Douze Colonies. En effet, l'exode du peuple de Kobol a eu lieu il y a 2000 ans par rapport à la série, mais les cinq derniers ont fait un voyage depuis la Terre qui a duré 2000 ans. Ils ont donc quitté cette Terre au moment de l'exode de Kobol et avaient fait un voyage de 2000 ans auparavant pour la trouver[réf. nécessaire]. Les faits datant de cette époque n'ayant pas été archivés dans l'histoire, mais transmis sous forme de légendes, les douze colonies ont oublié que leurs ancêtres sur Kobol avaient déjà créé des cylons, et ce premier exode cylon fut assimilé au départ d'une treizième colonie humaine simultanément aux douze autres. Ces informations erronées sont d'autant plus floues que l'existence même de cette colonie est considérée comme un mythe par de nombreux habitants des douze colonies.

## Civilisation
Les cylons humanoïdes de cette Terre sont une évolution des cylons robotiques créés sur Kobol. Ces cylons ont créé la technologie de résurrection, permettant à un cylon humanoïde mourant de télécharger sa conscience dans un nouveau corps. Lorsque les cylons parvinrent à se reproduire sexuellement, cette technologie fut abandonnée, et oubliée. À partir de cet instant, la totalité des cylons humanoïdes de la Terre ne sont donc plus créés mais nés au sens propre et par conséquent uniques. Si ces êtres sont d'origine cylons, ils n'ont désormais rien de différent des humains conventionnels dans leur naissance, leur existence ou leur mort.

## Destruction
S'inscrivant dans un paradigme récurrent de la série, qui veut que "tout cela s'est déjà produit, et se produira encore", cette Terre subit une révolte de ses propres cylons mécaniques, comme cela était arrivé au peuple de Kobol, et arrivera aux peuples des Douze Colonies. La population de cette Terre est éradiquée, et la planète devient inhabitable en raisons des retombées radioactives.

## Les cinq derniers
Aux dernières heures de la treizième colonie, un groupe de cinq scientifiques parvient à recréer la technologie de résurrection de leurs ancêtres. Pendant l'attaque, ces cinq cylons sont tués comme le reste de la population, mais se réincarnent dans le vaisseau prévu à cet effet en orbite autour de leur planète.
Ces cinq derniers représentant de la "treizième colonie" décident de partir à la recherche des descendants de Kobol, pour les avertir du danger que représente l'asservissement des formes de vies artificielles. Ne disposant d'aucune technologie supraluminique, ce voyage dure près de 2000 ans. Mais lorsqu'ils arrivent la révolte vient juste d'avoir lieu et les douze colonies sont engagées dans la première guerre contre les Cylons. Ils proposent alors au Cylons la technologie de résurrection et des modèles organiques en échange de la paix, ce qui conduit à l'armistice entre les Cylons et les Colonies.
Toutefois, ils seront trahi par le premier modèle humanoïde et envoyés vivre dans les Colonies avec leur mémoire effacée et remplacée par de faux souvenirs. Ayant survécu à la chute des Douze Colonies, ils se retrouveront finalement dans la flotte en exode. Ils découvriront la vérité peu après la fin du procès de Gaïus Baltar, juste avant une énième attaque cylon, mais resteront loyaux envers les humains et la découverte de leur présence par les chasseurs cylons provoque la retraite précipitée des assaillants. Finalement, trois des cinq derniers (deux sont tués lors du dernier episode) finiront sur la Terre où, avec les Coloniaux et les Cylons Humanoïdes, il se mêleront aux peuples primitifs qui l'habitent, 150.000 ans avant notre ère.